# Chersotis dannehli
Chersotis dannehli är en fjärilsart som beskrevs av Hermann Hacker och Zoltan Varga 1990. Chersotis dannehli ingår i släktet Chersotis och familjen nattflyn. Inga underarter finns listade i Catalogue of Life.